# 缝隙腐蚀
縫隙腐蝕指在缝隙内发生的腐蝕。常发生在密封件下面，螺母、铆钉头附近或未完全焊透的焊缝等液体流动困难的区域。

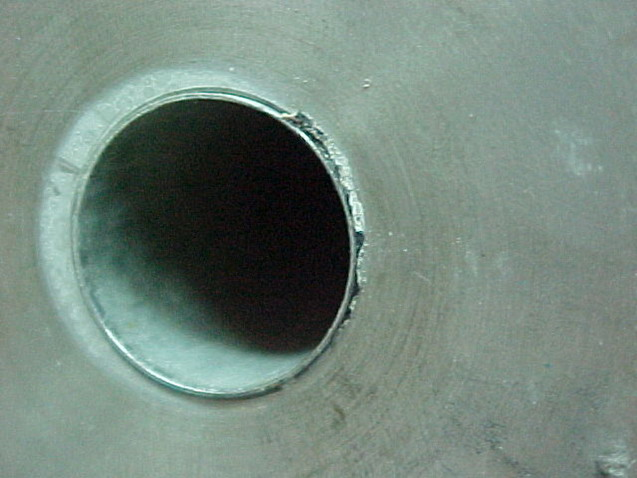
海水淡化廠的熱交換器内，發生在管和管板（均为316型不銹鋼）之間的縫隙腐蝕。

## 机理
在缝隙中，液体的流动被阻挡，溶解氧被迅速的耗尽。几秒钟之内就可以在脱气的小空间和暴露于空气的表面之间形成一个浓差电池。缝隙中介质的酸度逐渐增加。

## 预防
选用耐腐蚀的材料是最经济的方法。另外在标准DIN EN 12502-4《金屬材料的腐蝕防護 - 影響因素不銹鋼》中有建議，“間隙寬度大於0.5毫米”，以防止发生縫隙腐蝕。